# 森脇真琴
森脇 真琴（もりわき まこと）は、日本の女性アニメーション演出家、アニメーション監督。北海道出身。夫は同じくアニメ演出家の高林久弥。

## 来歴
アニメーターとしてシンエイ動画に入社。『一球さん』や『野球狂の詩』で演出助手を担当した後、『ドラえもん』第6話「のび太のおよめさん」で絵コンテ・演出デビュー。その後、シンエイ動画から独立したあにまる屋（現：エクラアニマル）に移籍し、主に土田プロダクション→スタジオコメット作品を中心に、様々な作品で演出を経験する。
2004年頃にあにまる屋を退社し、現在はフリーランスで活動中。
『おねがいマイメロディ』シリーズや、『プリパラ』シリーズなどに代表される、タイアップ先に遠慮のないギャグやパロディ、テンションの高いシュールな作風で知られる。
大島弓子に多大な影響を受けたことを公言している。

## 参加作品

### テレビアニメ
1977年
- 野球狂の詩（-1979年、演出補）

1978年
- 一球さん（演出助手）

1979年
- ドラえもん（-2005年、脚本・絵コンテ・演出・演出助手）
- 赤い鳥のこころ 日本名作童話シリーズ 風の母子（演出）

1982年
- さすがの猿飛（-1984年、絵コンテ・演出）

1983年
- うる星やつら (1981)（-1985年、絵コンテ・演出）
- キャプテン翼（-1986年、絵コンテ）

1984年
- オヨネコぶーにゃん（-1985年、絵コンテ・演出）

1985年
- おねがい!サミアどん（-1986年、演出）
- あした天気になあれ（-1986年、絵コンテ）
- ハイスクール!奇面組（-1987年、絵コンテ・演出）

1986年
- 魔法のアイドルパステルユーミ（絵コンテ）
- Bugってハニー（-1987年、演出）
- がんばれ!キッカーズ（-1987年、絵コンテ）

1988年
- それいけ!アンパンマン（1988年-、絵コンテ・演出）

1989年
- YAWARA!（-1992年、絵コンテ・演出）
- ドラゴンクエスト（-1991年、絵コンテ）

1994年
- キャプテン翼J（-1995年、絵コンテ・演出）

1996年
- こどものおもちゃ（-1998年、絵コンテ）
- こちら葛飾区亀有公園前派出所（-2004年、絵コンテ・演出）

1997年
- ケロケロちゃいむ（絵コンテ・演出）
- エルフを狩るモノたちII（絵コンテ）

1998年
- 時空探偵ゲンシクン（-1999年、絵コンテ）

1999年
- モンスターファーム〜円盤石の秘密〜（-2000年、絵コンテ）
- キョロちゃん（-2001年、演出）
- おるちゅばんエビちゅ（監督）
- ビックリマン2000（-2001年、演出）

2001年
- Dr.リンにきいてみて!（-2002年、絵コンテ・演出）

2002年
- わがまま☆フェアリー ミルモでポン!（-2003年、絵コンテ・演出）
- 十二国記（-2003年、絵コンテ）
- ホイッスル!（絵コンテ・演出）
- 最終兵器彼女（絵コンテ）
- 真・女神転生Dチルドレン ライト&ダーク（-2003年、絵コンテ）

2003年
- 天使のしっぽChu!（絵コンテ）
- ソニックX（-2004年、絵コンテ・演出）
- 魁!!クロマティ高校（-2004年、演出）

2004年
- マシュマロ通信（-2005年、絵コンテ・演出）
- 風人物語（-2005年、演出）
- サムライガン（絵コンテ）

2005年
- おねがいマイメロディ（-2006年、監督）

2006年
- 銀魂（-2010年、絵コンテ・演出）
- おねがいマイメロディ 〜くるくるシャッフル!〜（-2007年、監督）

2007年
- おねがいマイメロディ すっきり♪（-2008年、監督）

2008年
- おねがい♪マイメロディ きららっ★（-2009年、総監督）
- ペンギンの問題（-2010年、絵コンテ）
- スレイヤーズREVOLUTION（絵コンテ）

2009年
- スレイヤーズEVOLUTION-R（絵コンテ）
- 宙のまにまに（絵コンテ・演出）
- ささめきこと（絵コンテ・演出）

2010年
- ちゅーぶら!!（絵コンテ）
- ひめチェン!おとぎちっくアイドル リルぷりっ（監督）
- はなかっぱ（絵コンテ・演出）
- 会長はメイド様!（絵コンテ）
- 探偵オペラ ミルキィホームズ（監督・絵コンテ）

2011年
- ジュエルペット サンシャイン（絵コンテ・演出）
- 探偵オペラ ミルキィホームズ サマー・スペシャル（監督・絵コンテ）
- 猫神やおよろず（絵コンテ）

2012年
- 探偵オペラ ミルキィホームズ 第2幕（監督・絵コンテ）
- ジュエルペット きら☆デコッ!（-2013年、監督・絵コンテ・演出）

2013年
- ジュエルペット ハッピネス（-2014年、絵コンテ・演出・原画）
- ぎんぎつね（演出）
- 俺の脳内選択肢が、学園ラブコメを全力で邪魔している（絵コンテ・演出）

2014年
- 悪魔のリドル（絵コンテ）
- プリパラ（監督・シリーズ構成・脚本・絵コンテ）脚本は大島のぞむ名義
- レディ ジュエルペット（絵コンテ）
- デンキ街の本屋さん（監修・脚本）

2017年
- アイドルタイムプリパラ（監督・絵コンテ）

2018年
- キラッとプリ☆チャン（絵コンテ）

2019年
- B-PROJECT〜絶頂*エモーション〜（監督・シリーズ構成・脚本・絵コンテ）シリーズ構成・脚本は大島のぞむ名義
- RobiHachi（2019年）絵コンテ
- 魔入りました!入間くん（-2023年、監督・脚本・絵コンテ）脚本は大島のぞむ名義

2021年
- チート薬師のスローライフ〜異世界に作ろうドラッグストア〜（脚本・絵コンテ）脚本は大島のぞむ名義

2025年
- 3年Z組銀八先生（総監督）

### 劇場アニメ
1982年
- 怪物くん デーモンの剣（演出助手）

1983年
- ドラえもん のび太の海底鬼岩城（演出助手）

1985年
- ペンギンズ・メモリー 幸福物語（絵コンテ）

1986年
- ハイスクール!奇面組（監督）

1989年
- ドラミちゃん ミニドラSOS!!!（監督）

2012年
- 映画ジュエルペット スウィーツダンスプリンセス（エンド文字）
- おねがいマイメロディ 友&愛（監修）

2015年
- 劇場版 プリパラ み〜んなあつまれ!プリズム☆ツアーズ（監修）

2016年
- 劇場版 探偵オペラ ミルキィホームズ〜逆襲のミルキィホームズ〜（総監督）
- 映画 プリパラ み〜んなのあこがれ♪レッツゴー☆プリパリ（監督）

2017年
- 劇場版 プリパラ み～んなでかがやけ!キラリン☆スターライブ!（総監督）

2025年
- アイカツ!×プリパラ THE MOVIE -出会いのキセキ!-（スーパーバイザー）

### OVA
1988年
- ドキドキ学園 決戦!!妖奇大魔城（監督）

1991年
- うる星やつら 霊魂とデート（監督・絵コンテ・演出）

1992年
- リトルツインズ（絵コンテ・演出）

1995年
- 楽勝!ハイパードール（監督）

2014年
- 侵略!!イカ娘（絵コンテ・演出）

### Webアニメ
2021年
- アイドルランドプリパラ（監督・絵コンテ）